# Gymnophthalmus cryptus
Espèce
Gymnophthalmus cryptus est une espèce de sauriens de la famille des Gymnophthalmidae.

## Répartition
Cette espèce est endémique de l'État d'Amazonas au Venezuela.

## Publication originale
- Hoogmoed, Cole & Ayarzagüena, 1992 : A new cryptic species of lizard (Sauria: Teiidae: Gymnophthalmus) from Venezuela. Zoologische Mededelingen (Leiden), vol. 66, no 1, p. 1-18 (texte intégral).